# Bracia Wright

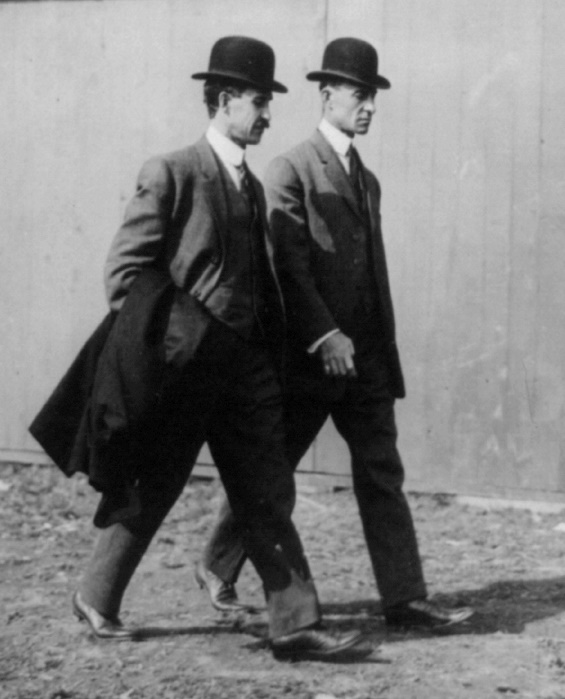
Bracia Wright (1910)

Bracia Orville Wright (ur. 19 sierpnia 1871, zm. 30 stycznia 1948) i Wilbur Wright (ur. 16 kwietnia 1867, zm. 30 maja 1912) – amerykańscy pionierzy lotnictwa. Uważani są powszechnie za konstruktorów pierwszego samolotu, który odbył lot.

## Życiorys
Wilbur i Orville Wright byli dwojgiem z siedmiorga dzieci Miltona Wrighta (1828-1917), biskupa protestanckiego oraz Susan Catherine Koerner (1831-1889). Żadne z dzieci Wrightów nie miało drugich imion, zamiast tego ich ojciec starał się nadać im charakterystyczne imiona. Wilbur został nazwany na cześć Willbura Fiska, zaś Orville od Orville’a Deweya, duchownych, których podziwiał ich ojciec. 
Bracia Wright dorastali w Dayton, w stanie Ohio, gdzie od 1892 prowadzili wytwórnię i warsztaty rowerów Wright Cycle Company. Przejawiali przy tym zainteresowanie problematyką zbudowania maszyny latającej cięższej od powietrza, bazując na doświadczeniach wczesnych pionierów lotnictwa, jak Otto Lilienthal.
Podobnie jak Lilienthal, bracia Wright początkowo budowali szybowce, sterowane za pomocą skręcania części skrzydeł (wing warping). W 1900 r. w celu kontynuowania eksperymentów lotniczych przenieśli się do Kitty Hawk w Karolinie Północnej, w której okolicy panowały dobre warunki do testów w postaci silnych wiatrów. 23 marca 1903 złożyli wniosek o patent (przyznany 22 maja 1906, U.S. patent number 821,393) na swój sposób sterowania maszynami latającymi, stworzony przy pomocy i finansowym udziale Alexandra G. Bella.
Również w 1903 roku zbudowali swój pierwszy samolot – Wright Flyer, napędzany silnikiem spalinowym zbudowanym przez ich pracownika Charliego Taylora.

### Loty
14 grudnia 1903 bracia Wright poprzez rzut monetą rozstrzygnęli, że Wilbur dokona pierwszej próby lotu w tym dniu samolotem Flyer. Samolot, sterowany przez Wilbura Wrighta, poderwał się z szyny startowej w powietrze, ale w odległości około 12 m (40 stóp) od miejsca startu spadł i wbił się w piach co spowodowało niewielkie uszkodzenia przodu. Lot trwał 3,5 sekundy. Według innych źródeł Wilbur Wright przeleciał około 34 m (112 stóp) w czasie 4 sekund. Następne próby, po naprawie uszkodzeń samolotu Flyer, odbyły się 17 grudnia 1903. Tego dnia, około 10:35, Orville Wright po raz pierwszy wzbił się w powietrze samolotem i po locie trwającym 12 sekund bezpiecznie wylądował w odległości około 37 m metrów (120 stóp) od miejsca, w którym oderwał się od ziemi. W czwartym locie tego dnia, Wilbur Wright przeleciał dystans około 260 m (852 stóp) w 59 sekund. 
Za pierwszy lot samolotu uznawany jest zazwyczaj pierwszy lot Orville’a z 17 grudnia 1903, lecz są również argumenty, aby uznać pierwszeństwo lotu Wilbura, czwartego lotu z 17 grudnia 1903, pierwszego w pełni udanego sterowanego lotu na odległość 260 m (852 stóp).
Sukces braci Wright wiązał się z:
- dogłębnym przeanalizowaniem aerodynamiki (zwł. powstawania siły nośnej),
- rozwiązaniem skutecznych metod sterowania,
- użyciem niezbyt ciężkiego i stabilnie pracującego silnika.

Trzeba też podkreślić, iż przyjęty układ konstrukcyjny samolotu był niestateczny, co stwarzało wyzwanie dla pilota, a jednak bracia Wright poradzili sobie i z tym problemem.
Po próbach w Kitty Hawk bracia Wright powrócili do Dayton, gdzie w 1904 kontynuowali próby na polu wzlotów Huffman Prairie. Ponieważ pierwszy samolot Wrightów był zbyt słaby, aby sam wystartować w warunkach braku sprzyjającego przeciwnego wiatru, tym razem bracia startowali z pomocą katapulty. Pod koniec roku bracia Wright doszli do lotów trwających 5 minut. W 1904 i 1905 przeprowadzili oni ponad 80 lotów z Huffman Prairie. 5 października 1905 Wilbur odbył lot trwający 39 minut, pokonując 39,4 km (24,5 mili). Pokazom tym asystowali sąsiedzi i miejscowa prasa.

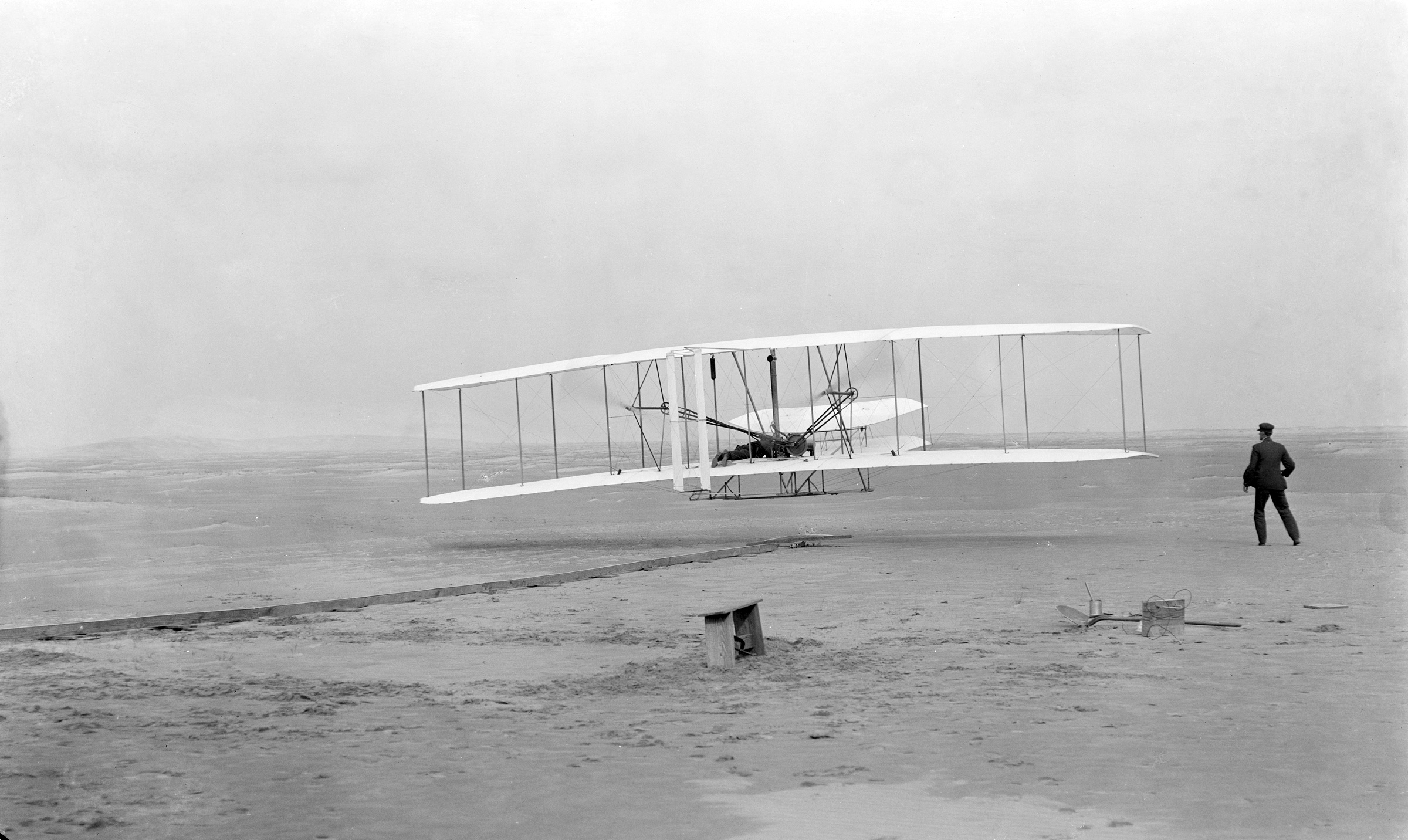
Samolot braci Wright, 17 grudnia 1903

Bracia stali się sławni jednak dopiero w latach 1908–1909, kiedy Wilbur zademonstrował samolot w Europie, a Orville zaprezentował go Armii USA w Forcie Myer. 14 maja 1908 bracia Wright dokonali pierwszego lotu z pasażerem (był nim Charlie Furnas). 17 września 1908, podczas prezentacji samolotu wojsku, doszło do katastrofy na skutek urwania się śmigła – śmierć poniósł oficer Thomas Selfridge, stając się pierwszą ofiarą wypadku lotniczego, natomiast Orville został ranny. 7 października 1908 Wilbur Wright we Francji zabrał na pokład samolotu pierwszą Amerykankę, Edith Berg, żonę europejskiego agenta Wrightów, Harta O. Berga. 29 września 1909 roku Wilbur samolotem Flyer III okrążył Statuę Wolności w Nowym Jorku.
Również w 1909 bracia Wright wygrali pierwszy kontrakt na dostawę samolotów dla sił zbrojnych USA, kiedy to zbudowali dwumiejscowy samolot zdolny do godzinnego lotu ze średnią prędkością 64 km/h (40 mil na godzinę). Oprócz fabryki w Dayton, rozpoczęli również budowę samolotów Flyer w Niemczech.